# Sepiella japonica
Sepiella japonica е вид главоного от семейство Sepiidae.

## Разпространение
Видът е разпространен в Китай (Джъдзян, Дзянсу, Ляонин, Пекин, Фудзиен, Хъбей, Шандун и Шанхай), Северна Корея, Хонконг, Южна Корея и Япония (Кюшу, Рюкю, Хоншу и Шикоку).